# Protium (plante)
Cet article concerne le genre de plantes. Pour l’isotope de l’hydrogène, voir Protium.
Genre
Synonymes
Selon Tropicos (15 juillet 2024)
- Caproxylon Tussac
- Crepidospermum Hook. f.
- Dammara Gaertn.
- Hedwigia Sw.
- Icica Aubl.
- Knorrea DC.
- Paraprotium Cuatrec.
- Schwaegrichenia Rchb.
- Tetragastris Gaertn.

Selon GBIF (15 juillet 2024)
- Caproxylon Tussac
- Dammara Gaertn.
- Hedwigia Sw.
- Hemicrepidospermum Swart
- Icica Aubl.
- Icicopsis Engl.
- Knorrea DC.
- Managa Aubl.
- Marignia Comm. ex Kunth
- Paraprotium Cuatrec.
- Schwaegrichenia Rchb.
- Tingulonga Rumph. ex Kuntze

Protium est un genre d'arbres de la famille des Burseraceae.

## Liste d'espèces
Selon Catalogue of Life (15 août 2014) :
- Protium aidanianum
- Protium altissimum
- Protium altsonii
- Protium alvarezianum
- Protium amazonicum
- Protium amplum
- Protium apiculatum
- Protium aracouchini
- Protium araguense
- Protium attenuatum
- Protium bahianum
- Protium bangii
- Protium baracoense
- Protium beandou
- Protium boomii
- Protium brasiliense
- Protium buenaventurense
- Protium calanense
- Protium calendulinum
- Protium carana
- Protium carnosum
- Protium carolense
- Protium colombianum
- Protium confusum
- Protium connarifolium
- Protium copal
- Protium costaricense
- Protium cranipyrenum
- Protium crassipetalum
- Protium crenatum
- Protium cubense
- Protium cundinamarcense
- Protium cuneatum
- Protium dawsonii
- Protium decandrum
- Protium demerarense
- Protium divaricatum
- Protium ecuadorense
- Protium elegans
- Protium ferrugineum
- Protium fragrans
- Protium gallicum
- Protium gallosum
- Protium giganteum
- Protium glabrescens
- Protium glabrum
- Protium glaucescens
- Protium glaucum
- Protium glaziovii
- Protium glomerulosum
- Protium grandifolium
- Protium guacayanum
- Protium guianense
- Protium hebetatum
- Protium heptaphyllum
- Protium icicariba
- Protium inodorum
- Protium javanicum
- Protium kleinii
- Protium klugii
- Protium krukoffii
- Protium laxiflorum
- Protium leptostachyum
- Protium llanorum
- Protium lucidum
- Protium macgregorii
- Protium macrocarpum
- Protium macrophyllum
- Protium macrosepalum
- Protium madagascariense
- Protium maestrense
- Protium marthae
- Protium melinonis
- Protium meridionale
- Protium minutiflorum
- Protium montanum
- Protium morii
- Protium multiramiflorum
- Protium nervosum
- Protium nitidifolium
- Protium nodulosum
- Protium obtusifolium
- Protium occultum
- Protium opacum
- Protium ovatum
- Protium pallidum
- Protium panamense
- Protium paniculatum
- Protium pecuniosum
- Protium peruvianum
- Protium pilosellum
- Protium pilosum
- Protium pittieri
- Protium plagiocarpium
- Protium poeppigianum
- Protium polybotryum
- Protium pristifolium
- Protium ptarianum
- Protium pullei
- Protium puncticulatum
- Protium ravenii
- Protium reticulatum
- Protium retusum
- Protium rhynchophyllum
- Protium robustum
- Protium rubrum
- Protium sagotianum
- Protium serratum
- Protium spruceanum
- Protium strumosum
- Protium subacuminatum
- Protium subserratum
- Protium tenuifolium
- Protium tonkinense
- Protium tovarense
- Protium trifoliolatum
- Protium unifoliolatum
- Protium urophyllidium
- Protium veneralense
- Protium vestitum
- Protium warmingianum
- Protium widgrenii
- Protium yunnanense

Selon GRIN (15 août 2014) :
- Protium aracouchini (Aubl.) Marchand
- Protium decandrum (Aubl.) Marchand
- Protium elegans Engl.
- Protium gigantium Engl.
- Protium guianense (Aubl.) Marchand
- Protium heptaphyllum (Aubl.) Marchand
- Protium icicariba (DC.) Marchand
- Protium serratum (Wall. ex Colebr.) Engl.

Selon The Plant List (15 août 2014) :
- Protium altsonii Sandwith
- Protium amazonicum (Cuatrec.) Daly
- Protium amplum Cuatrec.
- Protium apiculatum Swart
- Protium aracouchini Marchand
- Protium araguense Cuatrec.
- Protium bahianum D.C. Daly
- Protium bangii Swart
- Protium beandou L. Marchand ex Engl.
- Protium boomii Daly
- Protium brasiliense Engl.
- Protium calanense Cuatrec.
- Protium calendulinum Daly
- Protium carana Marchand
- Protium carnosum A.C. Sm.
- Protium carolense Daly
- Protium colombianum Cuatrec.
- Protium confusum (Rose) Pittier
- Protium copal (Schltdl. & Cham.) Engl.
- Protium costaricense (Rose) Engl.
- Protium crassipetalum Cuatrec.
- Protium crenatum Sandwith
- Protium cubense (Rose) Urb.
- Protium cuneatum Swart
- Protium dawsonii Cuatrec.
- Protium decandrum (Aubl.) Marchand
- Protium demerarense Swart
- Protium divaricatum Engl.
- Protium dusenii Swart
- Protium ecuadorense Benoist
- Protium elegans Engl.
- Protium ferrugineum (Engl.) Engl.
- Protium fragrans (Rose) Urb.
- Protium gallicum D.C. Daly
- Protium gallosum D.C. Daly
- Protium giganteum Engl.
- Protium glabrescens Swart
- Protium glabrum (Rose) Engl.
- Protium glaucum J.F. Macbr.
- Protium grandifolium Engl.
- Protium guacayanum Cuatrec.
- Protium guianense (Aubl.) Marchand
- Protium hebetatum D.C. Daly
- Protium heptaphyllum (Aubl.) Marchand
- Protium icicariba (DC.) Marchand
- Protium inodorum D.C. Daly
- Protium kleinii Cuatrec.
- Protium klugii J.F. Macbr.
- Protium krukoffii Swart
- Protium laxiflorum Engl.
- Protium leptostachyum Cuatrec.
- Protium llanorum Cuatrec.
- Protium macgregori (F.M. Bailey) Leenh. & Steenis
- Protium macrocarpum Cuatrec.
- Protium macrophyllum (Kunth) Engl.
- Protium macrosepalum Swart
- Protium madagascariense Engl.
- Protium melinonis Engl.
- Protium meridionale Swart
- Protium minutiflorum Cuatrec.
- Protium montanum Swart
- Protium morii D.C. Daly
- Protium multiramiflorum Lundell
- Protium nitidifolium (Cuatrec.) D.C. Daly
- Protium nodulosum Swart
- Protium occultum D.C. Daly
- Protium opacum Swart
- Protium ovatum Engl.
- Protium pallidum Cuatrec.
- Protium panamense (Rose) I.M.Johnst.
- Protium paniculatum Engl.
- Protium pecuniosum D.C. Daly
- Protium pedicellatum Swart
- Protium peruvianum Swart
- Protium pilosellum Swart
- Protium pilosissimum Engl.
- Protium pilosum (Cuatrec.) D.C. Daly
- Protium pittieri (Rose) Engl.
- Protium plagiocarpium Benoist
- Protium poeppigianum Swart
- Protium polybotryum (Turcz.) Engl.
- Protium ptarianum Steyerm.
- Protium pullei Swart
- Protium puncticulatum J.F. Macbr.
- Protium ravenii D.M. Porter
- Protium reticulatum (Engl.) Endl.
- Protium retusum D.C. Daly
- Protium rhynchophyllum (Rusby) D.C. Daly
- Protium robustum (Swart) D.M.Porter
- Protium rubrum Cuatrec.
- Protium sagotianum Marchand
- Protium serratum (Wall. ex Colebr.) Engl.
- Protium spruceanum (Benth.) Engl.
- Protium strumosum D.C. Daly
- Protium subserratum (Engl.) Engl.
- Protium tenuifolium (Engl.) Engl.
- Protium tovarense Pittier
- Protium trifoliolatum Engl.
- Protium unifoliolatum Engl.
- Protium urophyllidium Daly
- Protium veneralense Cuatrec.
- Protium vestitum (Cuatrec.) D.C. Daly
- Protium widgrenii Engl.
- Protium yunnanense (Hu) Kalkman

Selon Tropicos (15 août 2014) (Attention liste brute contenant possiblement des synonymes) :
- Protium africanum Harv.
- Protium aidanianum Daly
- Protium aidanum D.C. Daly
- Protium almecega L. Marchand
- Protium altissimum Marchand
- Protium altsonii Sandwith
- Protium alvarezianum Daly & Fine
- Protium amazonicum (Cuatrec.) Daly
- Protium amplum Cuatrec.
- Protium angustifolium Swart
- Protium apiculatum Swart
- Protium aracouchini (Aubl.) Marchand
- Protium araguense Cuatrec.
- Protium asperum Standl.
- Protium attenuatum Urb.
- Protium avilense Pittier
- Protium bahianum Daly
- Protium bangii Swart
- Protium baracoense Bisse
- Protium beandou L. Marchand ex Engl.
- Protium belemense Swart
- Protium benthamii Swart
- Protium blanchetii Engl.
- Protium bolivianum Britton
- Protium boomii Daly
- Protium brasiliense Engl.
- Protium buenaventurense Cuatrec.
- Protium calanense Cuatrec.
- Protium calendulinum Daly
- Protium carana March
- Protium carnosum A.C. Sm.
- Protium carolense Daly
- Protium chapelieri Guillaumin
- Protium colombianum Cuatrec.
- Protium confusum (Rose) Pittier
- Protium copal (Schltdl. & Cham.) Engl.
- Protium cordatum Huber
- Protium correae D.M. Porter
- Protium costaricense (Rose) Engl.
- Protium cranipyrenum Cuatrec.
- Protium crassifolium Engl.
- Protium crassipetalum Cuatrec.
- Protium crenatum Sandwith
- Protium cubense (Rose) Urb.
- Protium cundinamarcense Cuatrec.
- Protium cuneatum Swart
- Protium dawsonii Cuatrec.
- Protium decandrum (Aubl.) Marchand
- Protium demerarense Swart
- Protium divaricatum Engl.
- Protium duckei Huber
- Protium dusenii Swart
- Protium ecuadorense Benoist
- Protium elegans Engl.
- Protium ferrugineum (Engl.) Engl.
- Protium fimbriatum Swart
- Protium firmum Swart
- Protium fragrans (Rose) Urb.
- Protium gallicum Daly
- Protium gallosum Daly
- Protium giganteum Engl.
- Protium glabrescens Swart
- Protium glabrum (Rose) Engl.
- Protium glaucescens Urb.
- Protium glaucum J.F. Macbr.
- Protium glomerulosum Cuatrec.
- Protium grandifolium Engl.
- Protium guacayanum Cuatrec.
- Protium guianense (Aubl.) Marchand
- Protium hebetatum D.C. Daly
- Protium heptaphyllum (Aubl.) Marchand
- Protium hostmannii (Miq.) Engl.
- Protium icicariba (DC.) Marchand
- Protium inconforme Pittier
- Protium inodorum Daly
- Protium insigne (Triana & Planch.) Engl.
- Protium insignis Engl.
- Protium javanicum Burm. f.
- Protium joannis Cuatrec.
- Protium juruense Swart
- Protium kleinii Cuatrec.
- Protium klugii J.F. Macbr.
- Protium krukoffii Swart
- Protium laxiflorum Engl.
- Protium leptostachyum Cuatrec.
- Protium llanorum Cuatrec.
- Protium llewelynii J.F. Macbr.
- Protium macgregori (F.M. Bailey) Leenh. & Steenis
- Protium macrocarpum Cuatrec.
- Protium macrophyllum (Kunth) Engl.
- Protium macrosepalum Swart
- Protium madagascariense Engl.
- Protium maestrense Bisse
- Protium marthae Cuatrec.
- Protium martiana Engl.
- Protium martianum Engl.
- Protium mcleodii I.M. Johnst.
- Protium medianum J.F. Macbr.
- Protium melinonis Engl.
- Protium meridionale Swart
- Protium minutiflorum Cuatrec.
- Protium montanum Swart
- Protium morii Daly
- Protium mossambicense Oliv.
- Protium mucronatum Rusby
- Protium multiflorum Engl.
- Protium multiramiflorum Lundell
- Protium neglectum Swart
- Protium nervosum Cuatrec.
- Protium nicaraguense Swart
- Protium nitidifolium (Cuatrec.) Daly
- Protium nitidum Engl.
- Protium nodulosum Swart
- Protium occhionii Rizzini
- Protium occultum Daly
- Protium octandrum Swart
- Protium opacum Swart
- Protium orinocense Rusby
- Protium ovatum Engl.
- Protium pallidum Cuatrec.
- Protium palmeri (Rose) Engl.
- Protium panamense (Rose) I.M. Johnst.
- Protium paniculatum Engl.
- Protium paraense Cuatrec.
- Protium pauciflorum Swart
- Protium pecuniosum Daly
- Protium pedicellatum Swart
- Protium peruvianum Swart
- Protium pilosellum Swart
- Protium pilosissimum Engl.
- Protium pilosum (Cuatrec.) Daly
- Protium pittieri (Rose) Engl.
- Protium plagiocarpium Benoist
- Protium poeppigianum Swart
- Protium polybotryum (Turcz.) Engl.
- Protium pristifolium Daly
- Protium ptarianum Steyerm.
- Protium puberulentum Steyerm.
- Protium pubescens (Benth.) Engl.
- Protium pullei Swart
- Protium puncticulatum J.F. Macbr.
- Protium ravenii D.M. Porter
- Protium reticulatum (Engl.) Engl.
- Protium retusum Daly
- Protium riedelianum Engl.
- Protium robustum (Swart) D.M. Porter
- Protium rubrum Cuatrec.
- Protium sagotianum Marchand
- Protium salvozae Standl.
- Protium schippii Lundell
- Protium schomburgkianum Engl.
- Protium serratum (Wall. ex Colebr.) Engl.
- Protium sessiliflorum (Rose) Standl.
- Protium spruceanum (Benth.) Engl.
- Protium strumosum Daly
- Protium subacuminatum Swart
- Protium subserratum (Engl.) Engl.
- Protium tenuifolium (Engl.) Engl.
- Protium ternatum Pittier
- Protium titubans J.F. Macbr.
- Protium tovarense Pittier
- Protium trifoliolatum Engl.
- Protium unifoliolatum Engl.
- Protium urophyllidium Daly
- Protium veneralense Cuatrec.
- Protium venosum Engl.
- Protium verecaudatum D.C. Daly
- Protium vestitum (Cuatrec.) Daly
- Protium warmingiana March,L.
- Protium widgrenii Engl.
- Protium yunnanense (Hu) Kalkman